# Mariëtte van Leeuwen
Mariëtte van Leeuwen (Deventer, 1975) is een Nederlands politicus en bestuurder. Sinds 5 juli 2023 is zij namens de BoerBurgerBeweging (BBB) lid van de Gedeputeerde Staten van Zuid-Holland, met de portefeuilles Financiën en Europa.  Hiervoor was zij tussen 2006 en 2023 als gemeenteraadslid en wethouder in de gemeente Zoetermeer actief namens de lokale partij Lijst Hilbrand Nawijn (LHN). 

## Loopbaan
In 2006 werd Van Leeuwen verkozen tot gemeenteraadslid in Zoetermeer, namens de lokale partij LHN. Toen na de gemeenteraadsverkiezingen van 2010 de LHN plaatsnam in het gemeentebestuur, werd Van Leeuwen wethouder. Na de gemeenteraadsverkiezingen van 2014 werd ze voor een tweede termijn wethouder. Ze hield zich bezig met jeugd, sport en economische zaken. Tijdens haar tweede termijn als wethouder van Van Leeuwen eveneens lid van het bestuur van de Vereniging van Nederlandse Gemeenten. In mei 2017 vertrok Van Leeuwen om bestuurder te worden in het bijzonder onderwijs. Als wethouder werd ze opgevolgd door Margreet van Driel. 
Na de gemeenteraadsverkiezingen van 2018 keerde Van Leeuwen terug als gemeenteraadslid. Ze werd bij de  verkiezingen van 2022 herkozen. Bij de Provinciale Statenverkiezingen van 2023 stond ze in Zuid-Holland op plek 17 voor de BBB. Doordat BBB 8 zetels haalde, werd ze niet verkozen. Vanaf 5 juli 2023 is ze lid van de Gedeputeerde Staten van Zuid-Holland, met de portefeuilles Financiën en Europa. Hierop verliet Van Leeuwen de Zoetermeerse gemeenteraad.

## Persoonlijk
Van Leeuwen is gescheiden en heeft twee kinderen. Ze heeft een relatie met de Zoetermeerse wethouder Ronald Weerwag.